# 喜多川年麿
喜多川 年麿（きたがわ としまる、生没年不詳）は、江戸時代の浮世絵師。

## 来歴
喜多川歌麿の門人とされる。大村西崖稿・大村文夫編の『近世風俗画史』（宝雲舎、昭和18年）によれば、『異本増補浮世絵類考』系図に年麿の名があるといわれる。